# Symplecta bizarrea
Symplecta bizarrea är en tvåvingeart som först beskrevs av Jaroslav Stary 1992.  Symplecta bizarrea ingår i släktet Symplecta och familjen småharkrankar.
Artens utbredningsområde är Slovakien. Inga underarter finns listade i Catalogue of Life.